# Hypericum quartinianum
Hypericum quartinianum är en johannesörtsväxtart som beskrevs av Achille Richard. Hypericum quartinianum ingår i släktet johannesörter, och familjen johannesörtsväxter. Inga underarter finns listade i Catalogue of Life.